# Open Source Ecology

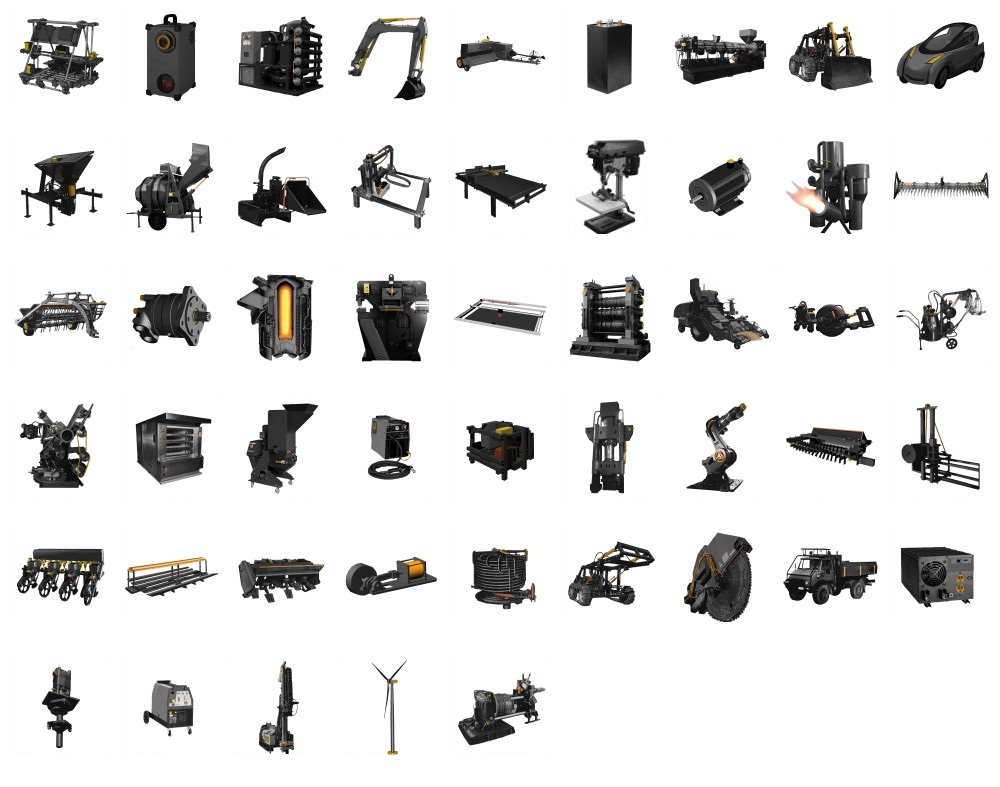
Los cincuenta equipos que componen el Global Village Construction Set.

La Open Source Ecology (OSE, en español ecología de fuentes abiertas), es una red de agricultores, ingenieros y otros simpatizantes, cuyo objetivo principal es construir el Global Village Construction Set (GVCS) o Conjunto Constructivo de la Villa Global.Fue fundada por Marcin Jakubowski en 2003.
Esta es una plataforma de código abierto que permite la fabricación de cincuenta tipos diferentes de máquinas industriales de manera fácil, que facilitan la construcción de una pequeña civilización con las comodidades modernas.
Existen grupos en: Oberlin (Ohio), Pensilvania, Nueva York y California. Todos ellos están desarrollando planos y construyendo prototipos con el objetivo de llevarlos luego a Misuri. Las máquinas serán probadas en la granja en Misuri.
Recientemente, la web 3D-Print informó que la OSE ha estado experimentando con impresoras 3D de tipo RepRap como sugerencia del mundo académico para el desarrollo sostenible

## Historia
El Doctor Marcin Jakubowski fundó el grupo en el 2003. En el último año de su tesis doctoral en la Universidad de Wisconsin-Madison, tenía la sensación de que su campo profesional estaba demasiado cerrado a los problemas del mundo y quería ir por un camino diferente. Después de graduarse, se consagró por completo a la OSE.
La OSE hizo su aparición en el escenario mundial en el 2011, cuando Jakubowski presentó en una charla en TED sobre su Global Village Construction Set (GVCS). Poco después, GVCS ganó el Green Project Contest de la revista Make. Los blogs de internet Gizmodo y Grist hicieron reseñas detalladas sobre la OSE. Desde entonces, Jakubowski se ha convertido en miembro de la Fundación Shuttleworth (2012) y en miembro de TED Senior (2012).
La Open Source Ecology también se está desarrollando en Europa como OSE Europe

## Factor e-Farm
La Factor e Farm es la sede principal, donde las máquinas son prototipos y se prueban. La propia granja (Farm) también sirve como un prototipo. Los residentes cultivan sus propios alimentos, recogen agua de la lluvia, y producen toda su electricidad a través de los paneles solares.

## Progreso actual
A fechas del 2014, doce de las cincuenta máquinas han sido diseñadas, impresas ecológicamente y prototipadas, con cuatro de ellas alcanzando la fase de documentación. En octubre de 2011, una campaña de recaudación de fondos en Kickstarter recaudó 63,573$ para gastos del proyecto y la construcción de instalaciones para formación. El proyecto ha sido financiado por la Shuttleworth Foundation y es semifinalista en el Focus Forward Film Festival.
- Video de ensamblaje del Powercube v7
- Video de ensamblaje del Liberator Compressed Earth Brick Press v4
- Tractor LifeTrac - Base lógica del diseño
- Tractor LifeTrac - Informe de fabricación
- Tractor LifeTrac - Planos de fabricación

## Premios y reconocimientos
- En 2011, el proyecto ganó el Green Project Contest organizado por la revista Make.[11]
- También fue seleccionado como uno de los 21 semifinalistas para el Buckminster Fuller Challenge entre 162 participantes.[12]
- La revista TIME calificó el Civilization Starter Kit de la OSE como el invento número 1 del año 2012.[13]

## Lista de máquinas
El Global Village Construction Set (GVCS) abarca 50 máquinas industriales:
| Categoría   | Global Village Construction Set (GVCS) |
| ----------- | --- |
| Hábitat     | Prensa de bloques de tierra comprimida v4 · Hormigonera · Aserradero · Buldócer · Retroexcavadora |
| Agricultura | Tractor: LifeTrac v3 · Sembradora · Rastrillo mecánico · Microtractor · Arado cincel · Spader · Segadora · Zanjadora · Horno de pan · Máquina de ordeño diaria · Microcosechadora · Empacadora · Equipo de perforación rotatoria |
| Industria   | Máquina multifunción · Ironworker · Cortador láser · Soplete · Cortador por plasma · Horno de inducción · Tabla CNC para oxicorte · Laminadora de metal · Alambre y enrollador · Troqueladora · Cojinetes · Taladro vertical · Impresora 3D · Escáner 3D · Impresora de circuitos CNC · Robot industrial · Biotrituradora / Hammermill |
| Energía     | Power Cube: PowerCube v7 · Quemador para gasificar · Concentrador solar · Motor eléctrico / Generador eléctrico · Motor hidráulico · Batería de níquel-hierro · Máquina de vapor · Caldera · Aerogenerador · Moldeador en bolitas · Fuente de alimentación universal                                                                   |
| Materiales  | Extractor de aluminio · Extrusor de bioplástico |
| Transporte  | Coche · Camión |

## Réplica del GVCS
Durante octubre de 2011, se completó con éxito el primer duplicado de un Global Village Construction Set producido por un tercer grupo. Jason Smith junto con James Slade y su organización, Creation Flame, desarrollaron una prensa de bloques de tierra comprimida funcional y de fuente abierta. Un grupo en Baltimore, Maryland, y un grupo en Dallas, Texas, también han empezado la producción de máquinas GVCS.